# Sof'ja Potocka
Sof'ja Stanislavovna Potocka (in russo София Станиславовна Потоцкая?, Sofija Stanislavovna Potockaja; Tul'čyn, 1801 – Parigi, 2 gennaio 1875), nata Zofia Potocka, fu una nobildonna russa d'origine polacca.

## Biografia
Era la figlia di Stanisław Szczęsny Potocki (1753-1805), e della sua seconda moglie, Sof'ja Kostantinovna Clavone (1760-1822).
Nella stagione invernale 1818-1819, la diciassettenne Sof'ja partì per San Pietroburgo. La sua bellezza, il suo status sociale e la ricchezza dei genitori attirò l'attenzione di tutta la società. Secondo alcune voci Puškin, grande stimatore della bellezza femminile, si ispirò a lei per scrivere la poesia "La Fontana di Bachčisaraj".

## Matrimonio
Nel 1821 sposò a Odessa il conte russo Pavel Kiselëv, conosciuto nel 1817; la coppia ebbe un figlio, Vladimir, nato nel 1822 e morto dopo soli due anni.
I due si separarono nel 1830 e Potocka visse a Parigi, Amburgo, Baden-Baden, Marienbad, Roma, Vienna, Nizza, fece un viaggio in Palestina e in Crimea.
Nel 1840 a Bad Homburg scoprì la sua passione per il gioco d'azzardo.
Per quasi 30 anni la contessa giocava regolarmente al casinò.

## Morte
Morì il 2 gennaio 1875 a Parigi.